# Kreugas z Epidamnos

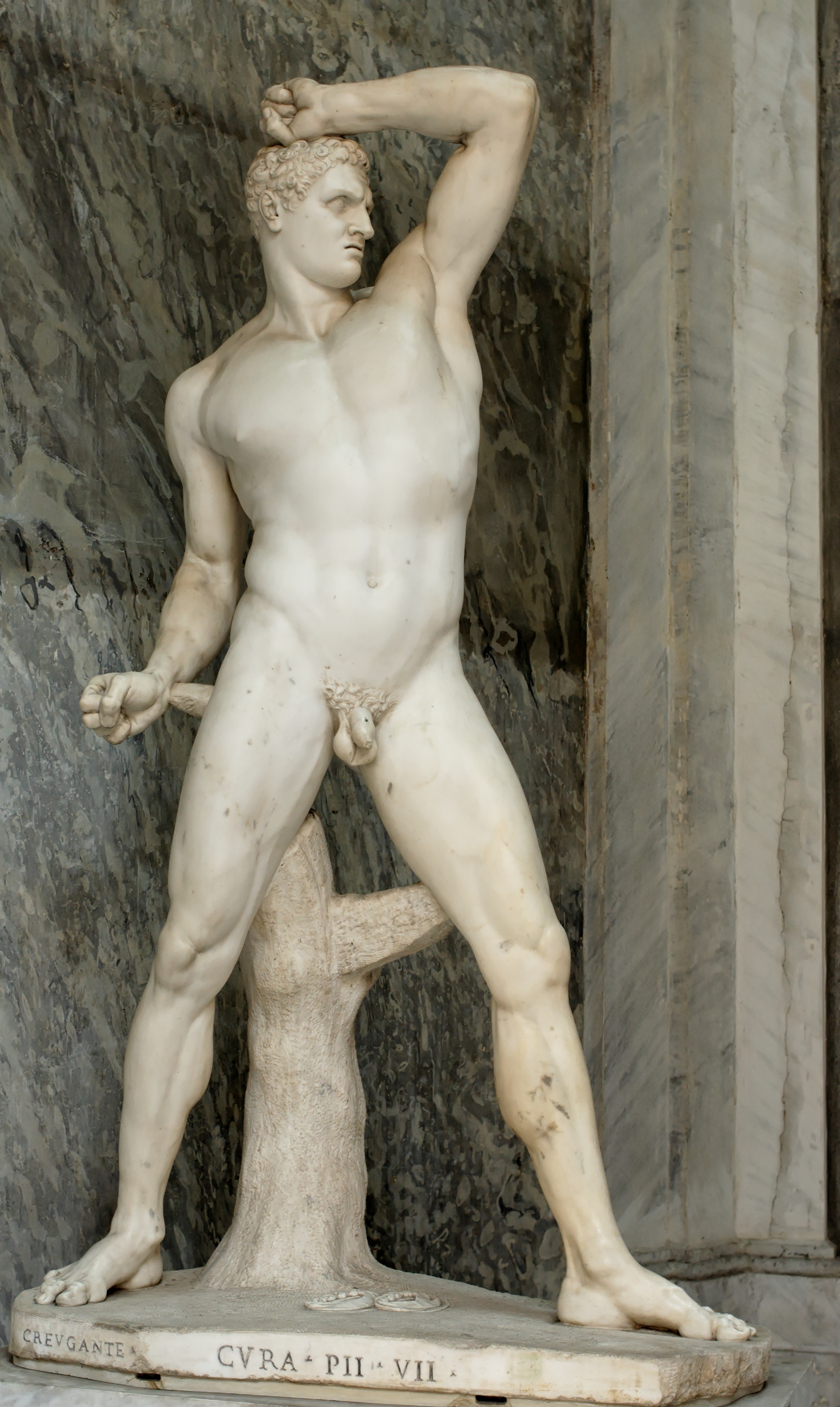
Posąg Kreugasa dłuta Antonia Canovy

Kreugas (gr. Κρεύγας) – starożytny grecki atleta pochodzący z miasta Epidamnos, bokser.
Zgodne z relacją Pauzaniasza (Wędrówka po Helladzie VIII 40, 3-5) podczas igrzysk nemejskich stoczył walkę bokserską z Damoksenosem z Syrakuz. Gdy nierozstrzygnięty pojedynek przeciągnął się do wieczora, obydwaj zawodnicy umówili się, że wymierzą sobie po jednym decydującym ciosie i w ten sposób zakończą walkę. Kreugas uderzył pierwszy Damoksenosa w głowę. Następnie Damoksenos kazał Kreugasowi unieść ramię i uderzył go wyciągniętymi palcami pod żebra z taką siłą, że rozszarpał mu wnętrzności i w ten sposób go zabił. Argiwowie uznali, że Damoksenos złamał zawartą umowę poprzez zadanie licznych ciosów i zdyskwalifikowali go, Kreugasa natomiast ogłoszono zwycięzcą i wystawiono mu pomnik w Argos.